# جورجین ایرویز

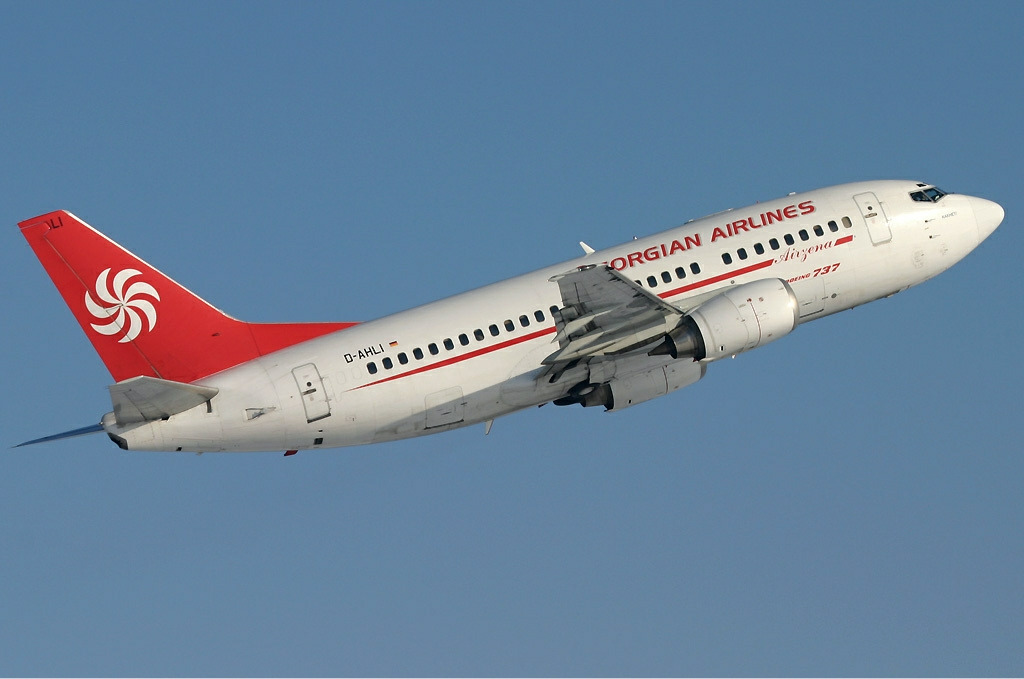
هواپیمای بوئینگ ۷۳۷ متعلق به جورجین ایرویز

جورجین ایرویز، (به انگلیسی: Georgian Airways) شرکت هواپیمایی حامل پرچم گرجستان است، که در سال ۱۹۹۴ تأسیس شد و در حال حاضر روزانه به ۱۵ مقصد در اروپا، آفریقا، آسیای جنوبی و غرب آسیا، پروازهای مستقیم دارد.
دفتر مرکزی شرکت جورجین ایرویز در شهر تفلیس قرار دارد و فرودگاه بین‌المللی تفلیس، فرودگاه بین‌المللی باتومی و فرودگاه بین‌المللی کوتایسی، قطب‌های این شرکت هواپیمایی به‌شمار می‌آیند. شرکت جورجین ایرویز در حال حاضر در ناوگان هوایی خود، دارای ۱۰ فروند هواپیمای جت مسافربری است.

## مقصدهای پروازی

مقصدهای پروازی جورجین ایرویز (دسامبر ۲۰۱۴)

### قرارداد نماد مشترک
جورجین ایرویز با شرکت‌های هواپیمایی زیر قرارداد نماد مشترک دارد:
- ایربالتیک
- شرکت هواپیمایی آرمنیا
- آسترین ایرلاینز
- کاال‌ام

## ناوگان

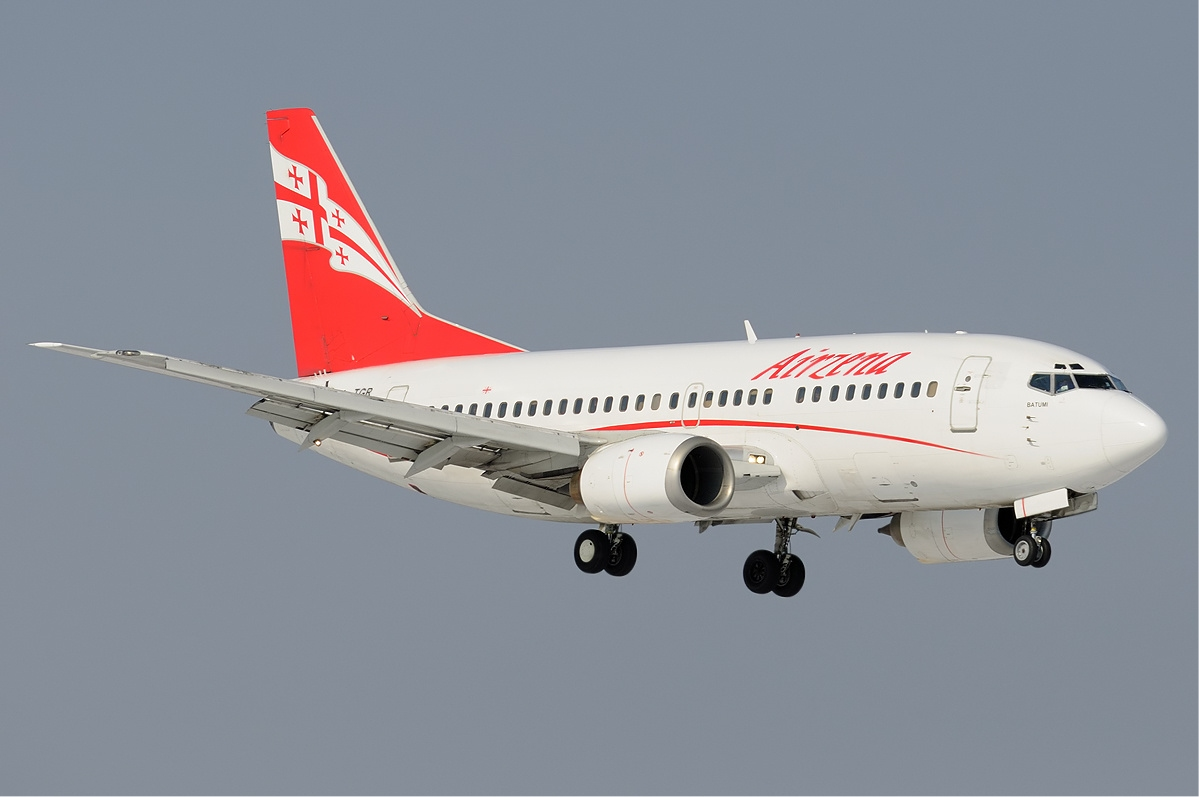
بوئینگ ۷۳۷ کلاسیک جورجین ایرویز.

ناوگان هوایی جورجین ایرویز به شرح زیر است (مارس ۲۰۱۷):
| هواگرد                  | فعال | سفارش‌دادهشده | مسافران | مسافران | مسافران | توضیحات |
| هواگرد                  | فعال | سفارش‌دادهشده | J       | Y       | مجموع   | توضیحات |
| ----------------------- | ---- | ------------ | ------- | ------- | ------- | ------- |
| بوئینگ ۷۳۷ نسل بعدی     | ۲    | —            | ۱۲      | ۱۲۰     | ۱۳۲     |         |
| بمباردیه سی‌آرجی ۱۰۰/۲۰۰ | ۱    | —            | ۶       | ۴۴      | ۵۰      |         |
| بمباردیه سی‌آرجی ۱۰۰/۲۰۰ | ۱    | —            | ۶       | ۴۴      | ۵۰      |         |
| مجموع                   | 4    | -            |         |         |         |         |